# Carva
Carva ist ein Ort und eine ehemalige Gemeinde (Freguesia) im portugiesischen Kreis Murça. Die Gemeinde hatte 269 Einwohner (Stand 30. Juni 2011).
Am 29. September 2013 wurden die Gemeinden Carva und Vilares zur neuen Gemeinde União das Freguesias de Carva e Vilares zusammengeschlossen. Vilares ist Sitz dieser neu gebildeten Gemeinde.